# مقتل إيلين كرانتز
إيلين كرانتز هي امرأة سويدية تبلغ من العمر 27 عاما وتعيش في فالشوبنغ، قُتلت في منطقة لانسمانجاردن بمدينة غوتنبرغ في السويد في خريف عام 2010. عُثر على جسم إيلين كرانتز مدفونا في مقبرة سانكت أولوف كايروكوغارو ببلدة بيت فوكوبينغ. في تشرين الأول/أكتوبر من العام نفسه خرجت مظاهرة للشارع تضم أزيد من 1000 شخص وذلك احتجاجا على ما حصل لإيلين وعلى العنف الذي يعترض النساء في السويد وفي نفس الوقت بحثا عن باقي أعضاء جتثها.
في ليلة 26 أيلول/سبتمبر 2010 عُثِر على كاميرات مراقبة أظهرت وصورت ما حصل لإليين؛ حيث ظهر في الفيديو أن الشابة السويدية كانت متبوعة من رجل إثيوبي الجنسية حاول الإمساك بها ثم اغتصبها وضربها حتى الموت. عُثِر على جثت إيلين في 27 أيلول/سبتمبر 2010 حيث كان جسمها مليئا بالكدمات والضربات الخطيرة التي ربما تسببت في وفاتها.
في 28 أيلول/سبتمبر، أُلقي القبض من قبل الشرطة السرية على رجل مع نفس الملابس والمظهر الذي ظهر في فيديو كاميرا المراقية حيث كان ينتظر الحافلة في المحطة المركزية بغوتنبرغ، وبعد اقتياده لمركز الشرطة وتحليل الحمض النووي على ملابسه تم التأكد من وجود آي دي إن إيلين وبالتالي اتهامهه بالاغتصاب والضرب المفضي للقتل.
مرتكب الجريمة هو مواطن إثيوبي الجنسية يبلغ من العمر 23 سنة ويُقيم في السويد؛ تم اتهامه بالقتل والشروع في الاغتصاب، وفي آذار/مارس من العام 2011 تم الحكم عليه بالسجن لمدة 18 عاما ثم الترحيل بشكل أبدي من السويد. تم في وقت لاحق تخفيض العقوبة لـ 16 سنة كاملة ثم الترحيل نهائيا من البلد، وقد أثارت قضيته أيضا ضجة كبيرة في البلد حيث اعتبر البعض أن عقوبته غير كافية وبسيطة جدا كما طالب المدعي العام بضرورة سجنه أبديا باعتبار أن جريمته كان تحت سبق الإصرار والترصد إلا أن هذا لم يحصل وتم الحفاظ على نفس العقوبة المخفضة حيث أنه في خريف عام 2011 أيدت محكمة الاستئناف الحكم الصادر من المحكمة الجزئية. هذا وتجدر الإشارة إلى أنه خلال إجراءات المحاكمة تبين أن زوجة وأطفال «المتهم» قد رحلوا إلى بلد خارج أوروبا خشية من انتقام عائلة الضحية، أما والدي إيلين كرانتز وخمسة أشقائها فقد منحوا تعويضا جنائيا عن الأضرار بلغ 60.000 يورو.
تم سجن المجرم في بداية الأمر في سجن نورتالجينتسالن في نورتالج وهو سجن شديد الحراسة، وقد تم مهاجمته والتعدي عليه هناك من قبل زميل له في السجن مما اضطر الشرطة إلى نقلها إلى سجن آمن في سالا خشية عليه من بطش أيدي باقي السجناء. كما تجدر الإشارة إلى أن المجرم قد تلقى عدة تحذيرات بسبب سلوكه غير الائق داخل السجن.